# Kahoku (Yamagata)
Kahoku (河北町 Kahoku-chō?) es un pueblo localizado en la prefectura de Yamagata, Japón. En junio de 2019 tenía una población de 17.980 habitantes y una densidad de población de 343 personas por km². Su área total es de 52,45 km².

## Geografía

### Municipios circundantes
- Prefectura de Yamagata
  - Sagae
  - Higashine
  - Murayama
  - Tendō

## Demografía
Según datos del censo japonés, la población de Kahoku ha disminuido en los últimos años.
| Año del censo | Población |
| ------------- | --------- |
| 1995          | 21.930    |
| 2000          | 21.476    |
| 2005          | 20.738    |
| 2010          | 19.959    |
| 2015          | 18.952    |